# Agrilus impexus
Agrilus impexus es una especie de insecto del género Agrilus, familia Buprestidae, orden Coleoptera.
Fue descrita científicamente por Horn, 1891.